# Choerodon rubescens
Choerodon rubescens е вид лъчеперка от семейство Labridae.

## Разпространение
Видът е разпространен в Западна Австралия.